# Homalotylus
Homalotylus is een geslacht van vliesvleugeligen uit de familie Encyrtidae. De wetenschappelijke naam van dit geslacht is voor het eerst geldig gepubliceerd in 1876 door Mayr.

## Soorten
Het geslacht Homalotylus omvat de volgende soorten:
- Homalotylus affinis Timberlake, 1919
- Homalotylus africanus Timberlake, 1919
- Homalotylus agarwali Anis & Hayat, 1998
- Homalotylus albiclavatus (Agarwal, 1970)
- Homalotylus albifrons (Ishii, 1925)
- Homalotylus albitarsus Gahan, 1910
- Homalotylus aligarhensis (Shafee & Rizvi, 1984)
- Homalotylus avalon Noyes, 2010
- Homalotylus balchanensis Myartseva, 1981
- Homalotylus brevicauda Timberlake, 1919
- Homalotylus cockerelli Timberlake, 1919
- Homalotylus ephippium (Ruschka, 1923)
- Homalotylus eytelweinii (Ratzeburg, 1844)
- Homalotylus ferrierei Hayat, Alam & Agarwal, 1975
- Homalotylus flaminius (Dalman, 1820)
- Homalotylus formosus Anis & Hayat, 1998
- Homalotylus hemipterinus (De Stefani, 1898)
- Homalotylus himalayensis Liao, 1982
- Homalotylus hybridus Hoffer, 1963
- Homalotylus hyperaspicola Tachikawa, 1963
- Homalotylus hyperaspidis Timberlake, 1919
- Homalotylus hypnos Noyes, 2010
- Homalotylus indicus (Agarwal, 1966)
- Homalotylus ineris Noyes, 2010
- Homalotylus kalos Noyes, 2010
- Homalotylus lanuvium Noyes, 2010
- Homalotylus lapithae Noyes, 2010
- Homalotylus lares Noyes, 2010
- Homalotylus latipes Girault, 1913
- Homalotylus longicaudus Xu & He, 1997
- Homalotylus longipedicellus (Shafee & Fatma, 1985)
- Homalotylus longula Noyes, 2010
- Homalotylus luca Noyes, 2010
- Homalotylus mexicanus Timberlake, 1919
- Homalotylus mirabilis (Brèthes, 1913)
- Homalotylus mundus Gahan, 1920
- Homalotylus naxus Noyes, 2010
- Homalotylus nigricornis Mercet, 1921
- Homalotylus oculatus (Girault, 1916)
- Homalotylus opuntius Noyes, 2010
- Homalotylus orbona Noyes, 2010
- Homalotylus padusa Noyes, 2010
- Homalotylus pallentipes (Timberlake, 1919)
- Homalotylus platynaspidis Hoffer, 1963
- Homalotylus punctifrons Timberlake, 1919
- Homalotylus quaylei Timberlake, 1919
- Homalotylus scutellaris Tan & Zhao, 1997
- Homalotylus scymnivorus Tachikawa, 1963
- Homalotylus selva Noyes, 2010
- Homalotylus shuvakhinae Trjapitzin & Triapitsyn, 2004
- Homalotylus similis Ashmead, 1887
- Homalotylus sinensis Xu & He, 1997
- Homalotylus singularis Hoffer, 1963
- Homalotylus suadela Noyes, 2010
- Homalotylus suber Noyes, 2010
- Homalotylus terminalis (Say, 1829)
- Homalotylus trisubalbus Xu & He, 1997
- Homalotylus turkmenicus Myartseva, 1981
- Homalotylus vicinus Silvestri, 1915
- Homalotylus yunnanensis Tan & Zhao, 1997
- Homalotylus zhaoi Xu & He, 1997
- Homalotylus zovirax Noyes, 2010